# Zahhak
Zahhak (persiska: ضَحّاک) är en figur i persisk mytologi som omnämns i forniransk folklore som Azhi Dahaka (اَژی‌ دهاکه). Zahhak omnämns även med detta namn i zoroastrismens urkund Avesta. Azhi betyder "ödla" eller "drake" på forniranska språk.
I zoroastriska källor beskrivs Zahhak som ett monster med tre munnar, sex ögon och tre huvud. Han är stark och demonlik. Men han har även mänskliga egenskaper och porträtteras inte helt och hållet som ett djur.
I Ferdousis epos Shahname (Kungaboken) berättas att kung Zahhak var son till den arabiske stamledaren Merdas. På grund av sina arabiska rötter kallas Zahhak ibland för Zahhak-e Tazi ("den arabiske Zahhak"). Han var svag till karaktären och lät sig påverkas av sina onda rådgivare. Ahriman använde därför Zahhak som sitt redskap för att försöka styra världen och sprida ondska.
Enligt kurdisk mytologi avsattes Zahhak av smeden Kave som gjorde uppror mot tyrannen och befriade det kurdiska folket. Enligt iransk mytologi efterträddes Zahhak av kung Fereyduns upplysta och goda styre.